# 哥本哈根北港
哥本哈根北港（丹麦语：Københavns Nordhavn）是位于厄勒海峡西海岸的丹麦哥本哈根港的一个港区。 面积超过2平方千米。形成于19世纪后期，建设时曾进行大规模填海。承担综合性港口业务，包括：交通客轮、海上旅游、货运等。哥本哈根北港有着较为完善的公路、铁路配套。丹麦国家铁路在哥本哈根北港港区内设有东门站、北港站、天鹅磨坊站3站，这3座火车站均有丹麦国家铁路下属的哥本哈根市郊铁路列车停靠。哥本哈根地铁4号线北港段（东门站⟷北港站⟷东方码头站）亦位于哥本哈根北港港区内。
现时亦有一批工业企业、国际组织在哥本哈根北港港区内进行生产、办公活动。

## 近期扩建

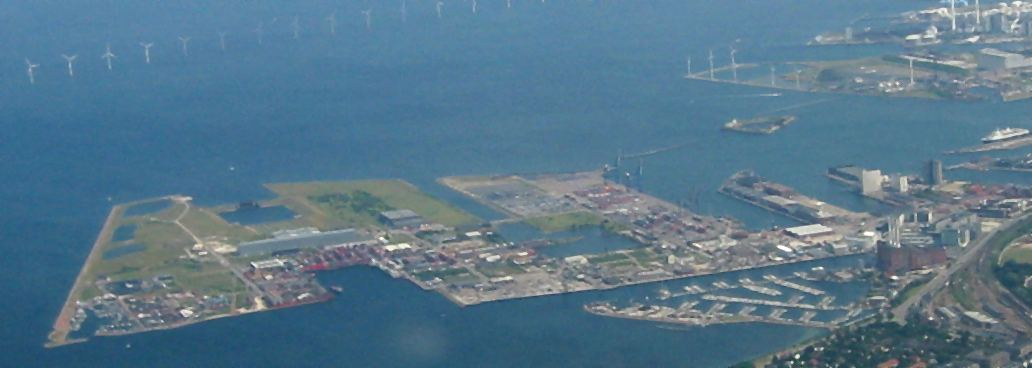
扩建前的哥本哈根北港

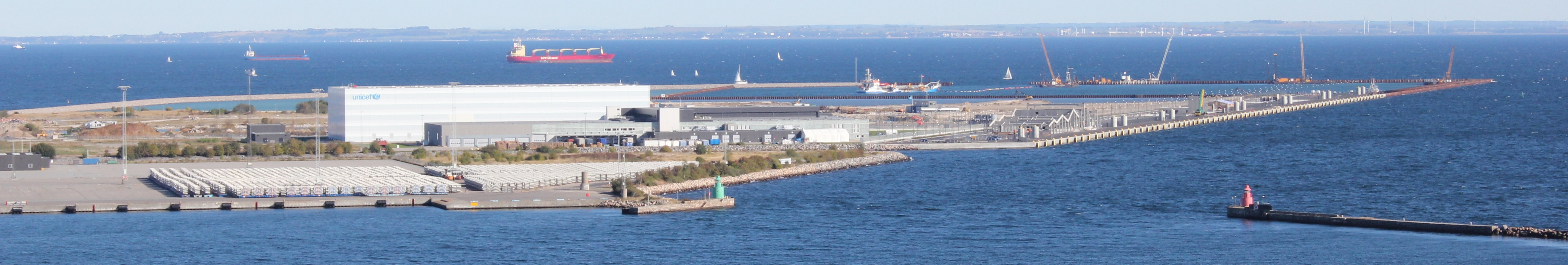
扩建前的哥本哈根北港

2013年，哥本哈根城市与港口发展公司出资6.68亿丹麦克朗开始在哥本哈根北港进行填海工程。这一工程是所提供的工作岗位数量是2013年丹麦各个基建工程中最多的。同时是当年北欧消耗钢材数量最多的基建项目，这些钢材主要用于修建桩基和挡土墙。在位于哥本哈根北港的填海区内填入了来自包括哥本哈根地铁3号线在内的多个基建工地所挖出的渣土，其中700万吨为洁净土、1100万吨为污染土。相关工程预计将持续至2025年。此次填海工程还包括一座长1100米的3泊位邮轮码头。
哥本哈根地铁4号线北港段（东门站⟷北港站⟷东方码头站）2012年获丹麦国会批准，2020年3月27日通车。
哥本哈根城市与港口发展公司还计划在哥本哈根北港港区内新建可供4万人居住的居住区，并提供4万个工作岗位。 这一开发区的规模将是内东关厢的6倍。
2008年，哥本哈根市政府开始在奥胡斯街一带新建总面积约400,000米²的居住区及工业区，建设期为20至25年。
2013年，联合国在哥本哈根北港港区内的办公场所“联合国城”启用。